# Eldridge (Iowa)
Pour les articles homonymes, voir Eldridge.
Eldridge est une ville du comté de Scott, en Iowa, aux États-Unis. Elle est incorporée le 1er mai 1900.

## Source de la traduction
- (en) Cet article est partiellement ou en totalité issu de l’article de Wikipédia en anglais intitulé « Eldridge, Iowa » (voir la liste des auteurs).